# 罗伯特·李普利
罗伯特·李普利 （Robert LeRoy Ripley，1890年12月25日—1949年5月27日）是美国20世纪的漫画家、企业家、探险家、收藏家和业余人类学家，创办并主持了著名的李普利的信不信由你（Ripley's Believe It or Not!）系列报纸专栏、广播、电视。

## 职业生涯
1912年，罗伯特·李普利移居纽约，就在当年他在《纽约环球报》上发表了自己的第一个漫画故事，同时还尝试加入纽约巨人棒球俱乐部。后因受伤，全身心投入漫画创作和写作。
1918年至1920年，罗伯特·李普利先后为《纽约环球报》撰写一系列体育专栏文章，并为报道比利时安特卫普奥运会作画，但是反响平平。直至1921年，罗伯特·李普利开办《信不信由你》的漫画专栏，以漫画形式介绍世界各地的奇闻趣事，一举成名这一栏目一直持续了37年之久。李普利及其主持的《信不信由你》是世界上持续时间最长、读者面最广的漫画专栏，他那绝妙的画笔和幽默的文笔赢得了錢
李普利的《信不信由你》中所有的绘画作品皆由其一人完成，为搜集到世界各地的奇闻趣事的第一手资料，他曾周游过198个国家，并因此被誉为“现代马可·波罗”。